# Peugeot 208

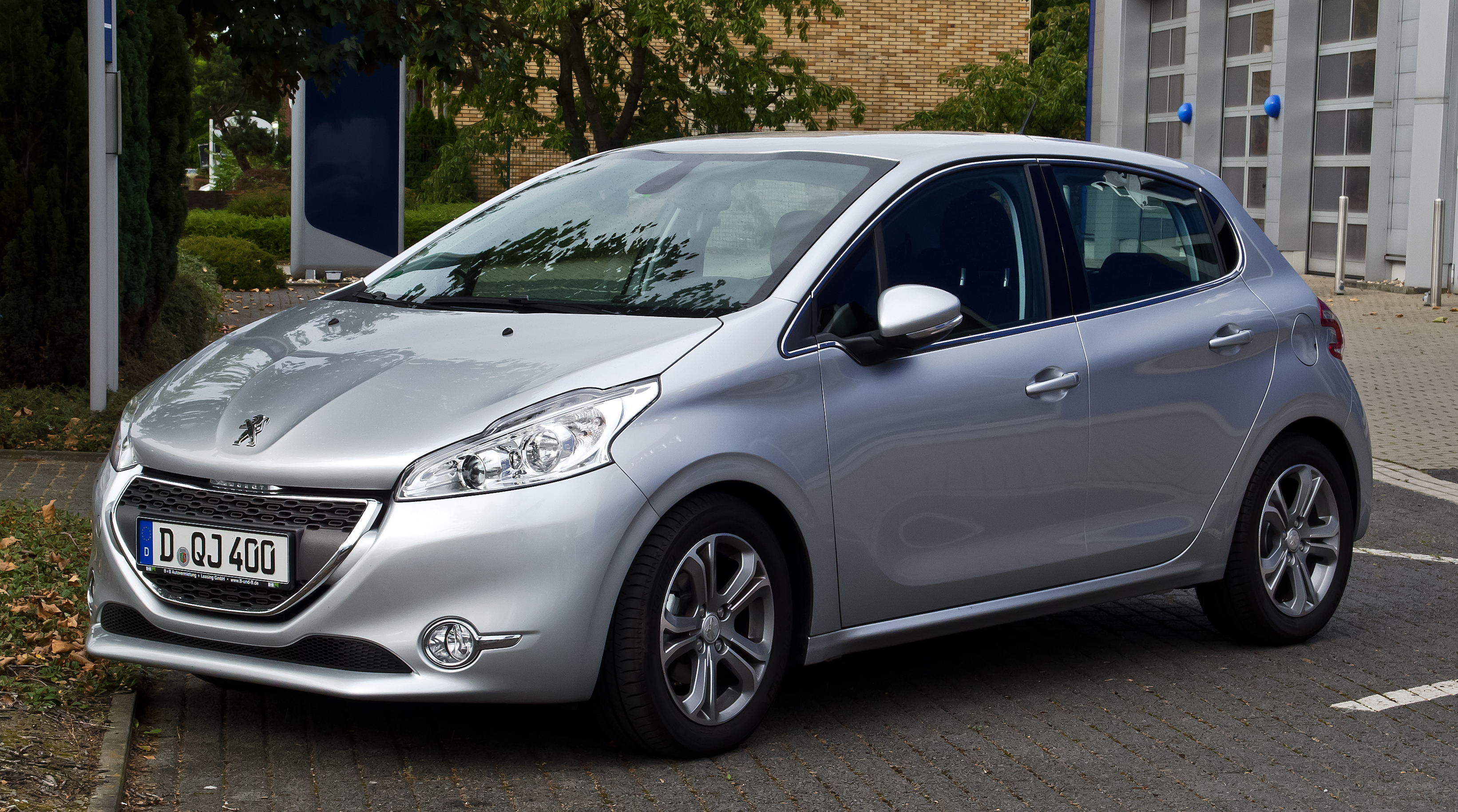
Peugeot 208 e-HDi FAP.

El Peugeot 208 és un cotxe supermini (B-segment) produït pel fabricant francès Peugeot i presentat al Geneva Motor Show en el març de 2012. Els primers 208 eren hatchbacks de tres portes produïts el 2011 a la nova planta a Eslovàquia. En juny del 2012, un hatchbacks de cinc portes es va disposar, la producció dels 208 també va començar a la planta franceses de Peugeot de Mulhouse i de Poissy.